# Dekanat Kirchberg
Dekanat Kirchberg – jeden z 17 dekanatów rzymskokatolickich wchodzących w skład wikariatu Unter dem Wienerwald archidiecezji wiedeńskiej w Austrii. W jego skład wchodzi 14 parafii. 

## Lista parafii
| Lp. | Miejscowość           | Parafia                             | Kościół                                                 | Grafika |
| --- | --------------------- | ----------------------------------- | ------------------------------------------------------- | ------- |
| 1   | Bromberg              | Parafia św. Lamberta                | Kościół św. Lamberta w Bromberg                         |         |
| 2   | Edlitz                | Parafia św. Wita                    | Kościół św. Wita w Edlitz                               |         |
| 3   | Feistritz am Wechsel  | Parafia św. Ulricha                 | Kościół św. Ulricha w Feistritz am Wechsel              |         |
| 4   | Haßbach               | Parafia św. Marcina                 | Kościół św. Marcina w Haßbach                           |         |
| 5   | Kirchau               | Parafia św. Małgorzaty              | Kościół św. Małgorzaty w Kirchau                        |         |
| 6   | Kirchberg am Wechsel  | Parafia św. Jakuba Starszego        | Kościół św. Jakuba Starszego w Kirchberg am Wechsel     |         |
| 7   | Mönichkirchen         | Parafia Najświętszego Imienia Maryi | Kościół Najświętszego Imienia Maryi w Mönichkirchen     |         |
| 8   | Aspang-Oberaspang     | Parafia św. Floriana                | Kościół św. Floriana w Aspang-Oberaspang                |         |
| 9   | Scheiblingkirchen     | Parafia św. Magdaleny i św. Ruperta | Kościół św. Magdaleny i św. Ruperta w Scheiblingkirchen |         |
| 10  | St. Corona am Wechsel | Parafia w St. Corona am Wechsel     | Kościół w St. Corona am Wechsel                         |         |
| 11  | St. Peter am Neuwald  | Parafia św. Piotra                  | Kościół św. Piotra w St. Peter am Neuwald               |         |
| 12  | Thernberg             | Parafia św. Kolomana                | Kościół św. Kolomana w Thernberg                        |         |
| 13  | Trattenbach           | Parafia Trójcy Przenajświętszej     | Kościół Trójcy Przenajświętszej w Trattenbach           |         |
| 14  | Aspang-Unteraspang    | Parafia św. Jana Chrzciciela        | Kościół św. Jana Chrzciciela w Aspang-Unteraspang       |         |